# Рохо, Альфредо Гуати
Альфредо Гуати Рохо Карденас (исп. Alfredo Guati Rojo Cárdenas; 1 декабря 1918 — 10 июня 2003) — мексиканский художник.

## Биография
Основатель первого в мире Музея акварели (ныне — Национальный музей акварели им. Альфредо Гуати Рохо). Считая, что качества акварельной живописи равноценны качествам живописи маслом, Гуати Рохо создал в Мехико первый в мире музей акварели. Первое здание музея, располагавшееся в районе Рома на улице Пуебла № 141 в Мехико, было разрушено случившимся в сентябре 1985 года землетрясением. Новый музей расположен в Мехико в районе Койоакан на юге города.
В 1964 году Гуати Рохо основал Мексиканское общество Акварелистов. Знакомство Альфредо Гуати Рохо с русской художницей Ниной Дьяковой позволило, начиная с 1997 года, организовать ряд выставок русских акварелистов. По инициативе Альфредо Гуати Рохо в 2001 году день 23 ноября был провозглашен Международным днем акварели.